# Ruslan Imranowitsch Chasbulatow

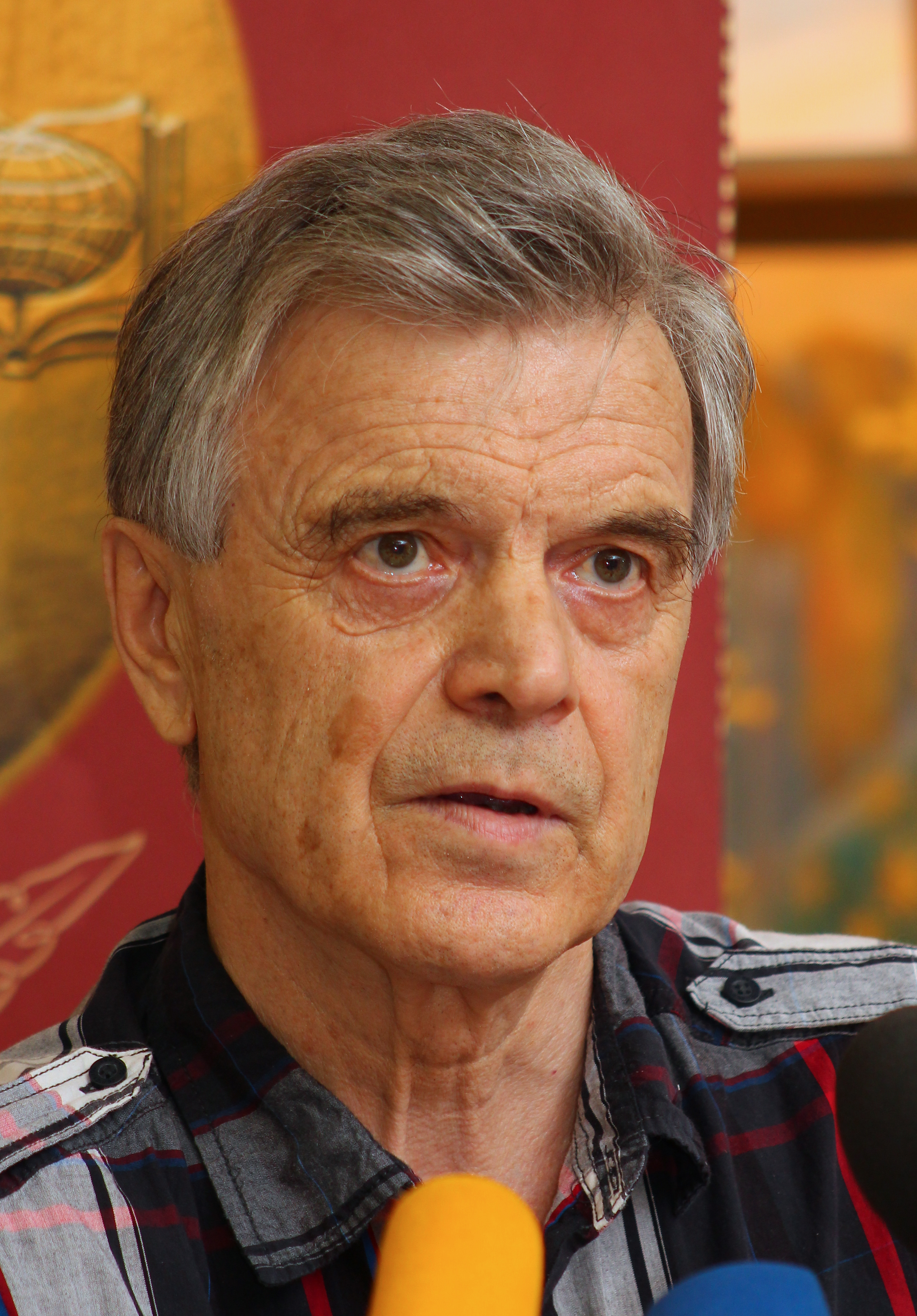
Ruslan Chasbulatow (2011)

Ruslan Imranowitsch Chasbulatow (russisch Руслан Имранович Хасбулатов, wiss. Transliteration Ruslan Imranovič Chasbulatov; * 22. November 1942 in Grosny, Tschetscheno-Inguschetien; † 3. Januar 2023 in Olgino bei Moskau) war ein russischer Politiker und Wirtschaftswissenschaftler.
Er war von 1991 bis 1993 Vorsitzender des Obersten Sowjets Russlands (Parlamentspräsident). In der Russischen Verfassungskrise 1993 war er neben dem Vizepräsidenten Alexander Ruzkoi der wichtigste Gegner des Präsidenten Boris Jelzin.

## Kindheit
Chasbulatow war Tschetschene. Während der Zwangsumsiedlungen von Hunderttausenden von Tschetschenen während des Zweiten Weltkrieges wurde Chasbulatows Familie aus dem Nordkaukasus nach Kasachstan deportiert.

## Ausbildung
In der kasachischen Hauptstadt Alma-Ata, heute Almaty, begann Chasbulatow ein Studium der Wirtschaftswissenschaften. Nach einem Wechsel an die Moskauer Staatsuniversität beendete er dort sein Studium 1965, habilitierte 1970 und wurde Ende der siebziger Jahre an der Plechanow-Akademie für Wirtschaft Moskau und am Moskauer Institut für Nationalökonomie Professor der Wirtschaftswissenschaften.

## Politik
1966 trat Chasbulatow der KPdSU bei.
Bei der Wahl zum 1500 Mitglieder starken 1. Kongress der Volksdeputierten der RSFSR im Jahr 1990 gewann Chasbulatow ein Mandat. Im Juni wählten ihn die Volksdeputierten in den Obersten Sowjet Russlands. Jelzin wurde zum Vorsitzenden des Obersten Sowjets (Parlamentspräsident), Chasbulatow zu einem seiner Stellvertreter gewählt. Im Volksdeputiertenkongress war Chasbulatow zunächst ein Vertrauter Jelzins. Nach dem Sieg Jelzins bei der Präsidentschaftswahl 1991 im Juni bewarb sich Chasbulatow als Jelzins Nachfolger für das Amt des Parlamentspräsidenten, fiel in mehreren Wahlgängen durch, erreichte aber nach dem Augustputsch in Moskau die notwendige Mehrheit.
Chasbulatow geriet als Parlamentspräsident immer häufiger in Gegensatz zum Präsidenten. Er befürwortete eine starke Stellung des Staates und eine langsamere Einführung der Marktwirtschaft. Ab der Wirtschaftsflaute Mitte 1992 (Jahresinflation 2.500 Prozent) eskalierte der Machtkampf zwischen Chasbulatow und Jelzin. Chasbulatow setzte beim 7. Kongress der Volksdeputierten 1992 den Gazprom-Chef Tschernomyrdin als Ministerpräsidenten durch – gegen Jelzins Favoriten, den Reformer Gaidar. Aus Chasbulatows Versuchen, die Rechte und die Macht des Präsidenten weiter zu beschneiden, entwickelte sich langsam eine Staats- und Verfassungskrise.

### Verfassungskrise 1993
Die bei früheren Kongressen gewährten Sondervollmachten des Präsidenten für Wirtschaftsreformen wurden vom 8. Kongress 1993 aufgehoben. Jelzin setzte 1993 ein Volksreferendum zur Wirtschaftspolitik des Präsidenten gegen Chasbulatow durch, das er mit 58,1 % der Stimmen gewann. Jelzin sah in diesem Votum den Auftrag der Bürger, schnellstmöglich eine neue Verfassung zu verabschieden. Im gleichen Jahr berief Jelzin gegen den Widerstand Chasbulatows eine Verfassungskonferenz aller gesellschaftlichen Kräfte ein. Chasbulatow bestritt die Legitimität der konstituierenden Versammlung, nahm an ihr teil, wurde aber daran gehindert, das Wort zu ergreifen. Jelzin löste am 21. September den Obersten Sowjet und den Kongress der Volksdeputierten auf und kündigte für den 12. Dezember Neuwahlen sowie eine Abstimmung über die neue Verfassung an. Chasbulatow, Ruzkoi und weitere 100 abgesetzte Deputierte des Volksdeputiertenkongresses sahen in der Auflösung einen Staatsstreich und widersetzten sich Jelzin. Sie erklärten Jelzin für abgesetzt, ernannten den von Jelzin suspendierten Vizepräsidenten Ruzkoi zum amtierenden Präsidenten und verbarrikadierten sich am 3. Oktober im Weißen Haus in Moskau, dem Parlamentsgebäude. Jelzin ließ das Gebäude am 4. Oktober mit einer Panzerattacke und von Eliteeinheiten stürmen. Chasbulatow wurde unter dem Vorwurf des Hochverrats verhaftet und wegen Anstiftung zu Massenunruhen anklagt. Bei Kämpfen in Moskau wurden mehr als 120 Menschen getötet.
Bei den Wahlen zur neuen Staatsduma errangen die Gegner Jelzins erneut die Mehrheit. Bereits am 26. Februar 1994 wurde, auf Antrag der nationalistischen LDPR unter Wladimir Schirinowski, gemeinsam mit den neu organisierten Kommunisten der KPRF – und gegen den Protest Jelzins – eine Amnestie der Putschisten des Augustputsches 1991 und der an der Verfassungskrise 1993 beteiligten Parlamentarier beschlossen. Der erste Vorsitzende der frei gewählten Duma hieß Iwan Rybkin.
Das russische Verfassungsgericht erklärte 1998 den Einsatz von Panzern während des Machtkampfes für verfassungswidrig. Chasbulatow gilt seitdem als rehabilitiert.

### Tschetschenien
Nach 1993 engagierte sich Chasbulatow in der tschetschenischen Politik, er suchte eine begrenzte Souveränität für die russische Teilrepublik.

## Wissenschaft
Nach seiner politischen Karriere kehrte Chasbulatow zur Wissenschaft zurück. Er gründete das Institut für Internationale Wirtschaft an der Plechanow-Akademie für Wirtschaft in Moskau und leitete das Institut als Professor für internationale Wirtschaftsbeziehungen. Chasbulatow war Verfasser mehrerer weltweit verlegter Bücher. Seit dem 7. Dezember 1991 war er korrespondierendes Mitglied der Russischen Akademie der Wissenschaften, Mitglied der Russischen Akademie der Naturwissenschaften, Mitglied der Russischen Akademie der Technischen Wissenschaften und Mitglied der Internationalen Slawischen Akademie.

## Werke
- The struggle for Russia: Power and Change in the Democratic Revolution, Routledge, London 1993, ISBN 0-415-09292-2.
- The economic reform in the Russian Federation 1992–1993, INMARCON, Moskau 1993.
- Der bürokratische Staat, YOX, Belgrad 1991.
- Perestroika aus der Sicht eines Ökonomen, APN-Verlag, Moskau 1989.
- Imperialism and developing nations, Allied Publishers, Ahmedabad 1987.
- Boris Jelzin: Die Alternative: Demokratie statt Diktatur, mit weiteren Beiträgen von Ruslan Chasbulatow, Bad König: Horizonte Verlag 1991, ISBN 3-926116-30-7.